# Digitalna humanistika
Digitalna humanistika se je pojavila v obdobju med 1990 in 2000 najprej pod imenom humanistično računalništvo oz. računalniška obdelava humanističnih podatkov. Šlo ji je za digitalizacijo in analizo gradiva s področja humanističnih disciplin; s časom ima vedno več opraviti z gradivom, ki je že od začetka digitalno. Uporablja metode tradicionalnih področij umetnosti in humanistike (kot so zgodovina, filozofija, jezikoslovje, literatura, umetnost, arheologija, glasba, kultura) in orodja, ki jih nudita računalniška obdelava podatkov (pridobivanje podatkov, računalniška analiza, vizualizacija) in računalniško založništvo (elektronske objave).

## Cilji
Digitalna humanistika si prizadeva za vnos tehnologije v svoje strokovne aktivnosti, npr. v  besedilno analizo, GIS, medsebojno sodelovanje strokovne skupnosti, interaktivne igre in večpredstavnost (multimedialnost) v tradicionalnih umetnostnih in humanističnih smereh, kot so že v navadi v sodobnih družbenih vedah.    
Eden izmed ciljev digitalne humanistike je, da bi se humanistika ne sukala le okoli besedil in člankov, ampak da bi vključevala tudi večpredstavne vsebine, elektronske podatkovne baze in dinamičnega okolja. Dinamični strokovni dokument ne bi več izgledal kot enodimenzionalna pripoved. 
Trenutno je uradno priznavanje digitalnega dela v humanistiki s strani znanstvenikov še nekoliko problematično in povezano z nizkim položajem, ki ga po navadi določijo delom množične (ljudske) kulture – večpredstavnost, računalniške datoteke, interaktivne igre in ostali vizualni prenosniki – in se sicer uporabljajo le za zabavo. Naraščajoče število pomembnih znanstvenih študij v digitalni humanistiki pa kaže, da je priznanje neizogibno ter da je nujno potrebno razumevanje in ohranjanje teh računalniških predmetov znanja. 
Zanimivost: 
- 18. marec je dan digitalne humanistike. Na ta dan se piše tudi blog o tem, iz česa digitalna humanistika sploh je.

## Standardi
Zaradi povezovalne in strokovne narave digitalnih znanstvenih študij znanstvenike predvsem zanimajo odprti standardi in splošne, trajne rešitve za znanstvene potrebe družbe. Digitalna humanistika se raje ne zanaša na ustaljena orodja niti na pisanje specializiranega programa za neko nalogo v enem samem projektu, ampak uporablja že obstoječe strokovno poznavanje tematike ter orodij, ki so prosto dostopna in prilagojena uporabnikom, ter na tej osnovi gradi rešitve, ki se lahko spreminjajo in do katerih široka družba lahko prosto dostopa. 

## Revije digitalne humanistike
- Literary and Linguistic Computing
- Text Technology
- Digital Studies
- Digital Medievalist
- Digital Humanities Quarterly
- Southern Spaces